# جون مورغان (مبشر)
جون مورغان (بالإنجليزية: John Morgan)‏ هو مبشر نيوزيلندي، ولد في 1806 في دبلن في جمهورية أيرلندا، وتوفي في 8 يونيو 1865.